# Sebastiano Serlio
Sebastiano Serlio (Bologna, 1475. szeptember 6. – Fontainebleau, 1554 k.) olasz építész és építészetteoretikus, aki hírnevét az I Sette libri dell'architettura című művével szerezte klasszikus nyelvezetével mély hatást gyakorolva a manierizmus egész Európában való elterjesztésében.

## Élete
Hiányosak az információk Serlio életrajzáról, különös tekintettel bolognai képzése időszakára. Szülővárosából, a Pesaróban végzett munka után, 1514 körül költözött Rómába. Nehéz megállapítani tevékenységét római korszaka alatt, bár egyértelműnek tűnik, hogy Baldassare Peruzzi köréhez tartozott, aki terveinek és építészeti rajzainak birtokában volt, amelyeket széles körben használt értekezései kidolgozásában, s ezt ő maga is elismerte. 
Amikor a sacco di Roma után, 1528-ban, más művészekkel együtt Velencébe menekült, ahová annyira fáradtan és betegen érkezett, hogy helyénvalónak találta végrendelete lediktálását. Venetóban, ahol 1541-ig maradt, látogatta az értelmiségieket; írókat és művészeket, mint például Tiziano, Michele Sanmicheli, Aretino és Francisco de Hollanda, valamint az evangélikus és pápai anti-inspirációs társulásokat. Annak ellenére, hogy szakmailag nem tudta hivatalosan elfogadtatni magát a nehéz velencei környezetben, hozzájárult Velencében a római iskola klasszicista építészeti nyelvének elterjesztéséhez. 1528-ban kiadta Agostino Veneziano megrendelésére építészeti teoretikájának kilenc rézkarcát, amelyek széles körben elterjedtek, 1537-ben és 1540-ben értekezésének első két kötete (IV. és III. könyv, Francesco Marcolini da Forlì sajtóin készült). Kevés szakmai lehetősége volt, és úgy tűnik, hogy részt vett a Palazzo Zen projektjében, amelyet általában neki tulajdonítanak, és San Francesco della Vignának. 1539-ben Serlio Vicenzába ment mint a bazilika tanácsadója, és ott valószínűleg találkozott Palladióval is. 
1541-ben Franciaországba távozott, ahova I. Ferenc hívta meg „a király festőjének és építészének” a fontainebleau-i udvarba. A valóságban Serlio nem tudott jelentős munkákat megvalósítani a király számára, és ellentmondást talált a francia építészek mesterépítményeiben, amit nem tudott különféle épületein kifejezni, és nagy csalódására egyre inkább kizárták az udvar művészeti életéből, még akkor is, ha a tervezői szerepet elismerik fontainebleau-i kastély építésében. Konkrét udvari operatív szerep híján szentelte magát értekezésének, és más nemesi ügyfelek, például Tournon és Ippolito d'Este bíborosok számára készített munkákat. 
A király halála után II. Henrik, Ferenc utóda tovább marginalizálta őt. Egy ideig Lyon (1549-1553) élt, majd 1553-ban visszatért Fontainebleau-ba.

## I Sette libri dell'architettura(A hét építészeti könyv)

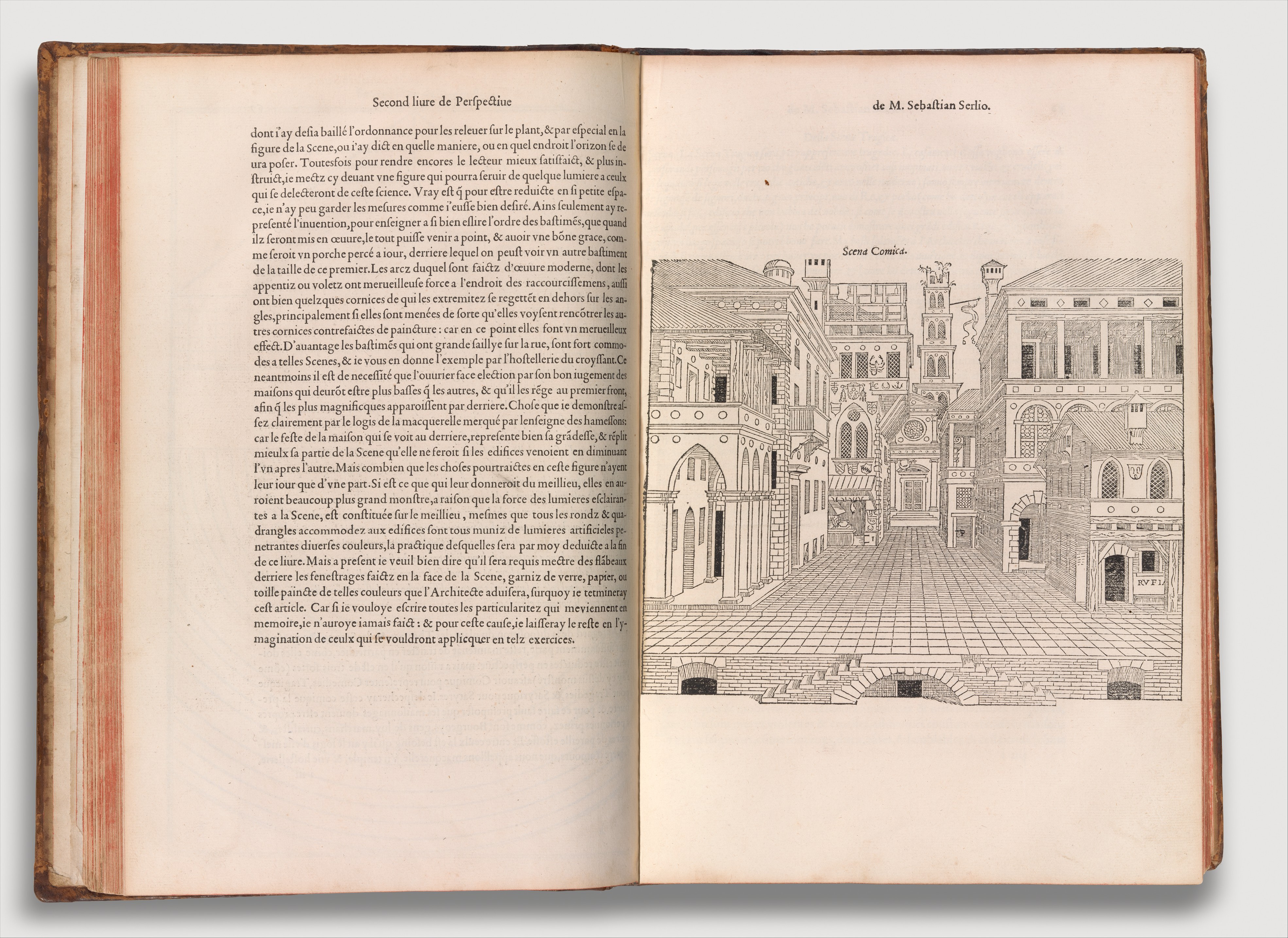
Könyve francia nyelvű kiadásából

Serlio kulturális fontossága összekapcsolódik a hét építészeti könyv néven ismert írásával, amelynek külön könyveit 1537-től kezdve adták ki szabálytalan sorrendben. 
Ez volt az első építészeti értekezés, amelynek célja inkább gyakorlati mint elméleti volt, és az első, amely kodifikálta az öt oszloprendet. Kiemelkedik pragmatikus hangnemével, didaktikai szándékával és a szövegben uralkodó képek nagy fontosságával, ami fontos és előretekintő lépést eredményez nemcsak az építészeti értekezésben, hanem általában a sajtó történetében is. Bramante és Raffaello nyelvét terjesztette el egész Európában, megkísérelve egyesíteni a klasszikus hagyomány sémáit a modern építészet elemeivel, és hatalmas motívumok repertoárját kínálja, beleértve a nyílást, amelyet egy központi ív és két oldalsó párkánygerenda-nyílás alkot, a serliana nevet használják rá ma is, amely értekezésének illusztrációin keresztül lett közismert. 

### IV. könyv

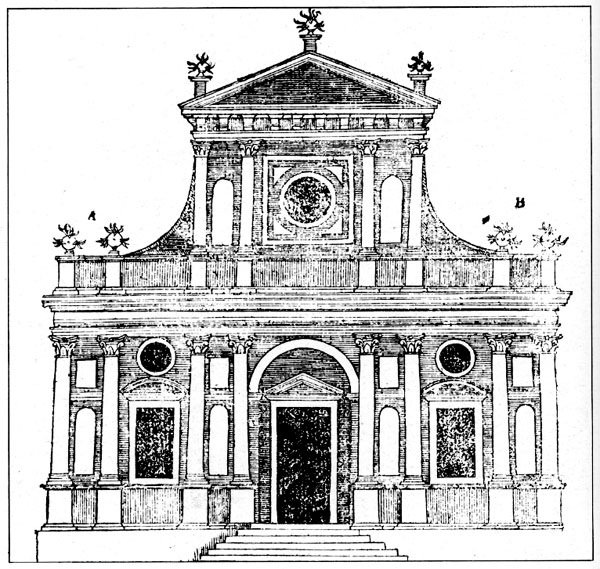
Templom homlokzata, a IV. könyv fametszete, amelyet 1537-ben jelentettek meg Velencében

Az első publikáció a IV. könyv (Általános építészeti szabályok, 1537) volt, amely az építészeti oszloprendeknek és azok elméletének szentelt, aminek kidolgozásakor szem előtt tartotta Vitruviust, de a kortársak munkáját is, különös tekintettel Peruzzi munkáira és rajzaira, meg a hosszú római időszakban megszerzett Bramante-ismeretekre. A könyvet saját, többé-kevésbé elméleti jellegű projektekkel illusztráljuk, ideértve néhány palotát, amelyeknek homlokzataiban a Serlio ötvözi a római iskola klasszicista nyelvét a velencei hagyományokkal, létrehozva egy olyan modellt, amely befolyásolja az épülettípus építészeti fejlődését. Fontosak a homlokzatok képi díszítésének technikájáról szóló beszámolók. A Serlio-értekezés fontosságának megértése érdekében emlékezni kell arra, hogy a IV. könyvet csak két évvel az első kiadás után fordították le flamand nyelvre, 1542-ben németre, 1545-ben franciára, 1550-ben spanyolra. Ebben az első kötetben Serlio bemutatja a továbbfejlesztendő munka általános tervét. 

### III. könyv
A következő III. könyv (harmadik könyv, amelyben bemutatják és leírják Róma antikvitásait), 1540-ben jelent meg, I. Ferencének szentelt, és kérésére a fontainebleau-i udvarba, Franciaországba való meghívást kapta. Az ókori műemlékek illusztrációi mellett modern épületeket találunk, beleértve Bramante, Raffaello és Peruzzi terveit a Szent Péter-bazilika számára. Dokumentum szempontjából különösen fontosak azok a rajzok, amelyek Bramante eredeti tervezési projektjeit szemléltetik, például a montoriói Tempietto di San Pietro projektjét. 

### I. és II. könyv
Az I. és a II. Könyvet (az építészet első és második könyve), az egyik az építészet geometriai és matematikai alapjaira, a másik a perspektíva és a szcenográfia számára készült, a fontainebleau-i tartózkodásuk alatt készítették el, és Párizsban adták ki. 1545-ben kétnyelvű kiadásban, valamint a következő, V. könyvben, Jean Martin építész fordításával, aki a következő években Vitruvius első francia fordítója lett.

### V. könyv
Szintén Franciaországban, 1547-ben megjelent az V. könyv, egy kétnyelvű kiadásban is, amely a különféle típusú szent templomok formáival foglalkozik, közép- és hosszanti tervvel, 12 illusztrált megoldást mutat be, amelyek logikai szálon követik a kör alakú templomot. majd folytatja az elliptikus, ötszögletű, hatszögletű, nyolcszögletű alakzatokkal, a geometriai kombinációkkal, valamint a kereszt- és hosszanti növényekkel. 

### Sorozaton felüli könyv

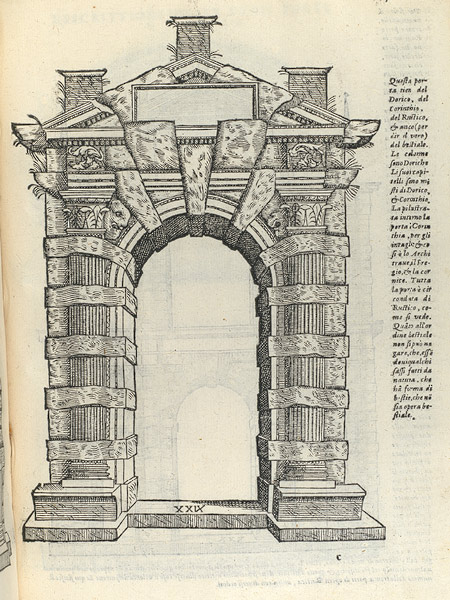
A sorozaton felüli könyv XXIX. táblája

1551-ben Lyonban megjelent a rendkívüli könyv, mely a Serlio által tizenhárom évvel korábban javasolt szerkesztési tervben nem szereplő függelék volt. Ebben, a manierista engedélyek valódi antológiájában, Serlio megmutatja találmányi erejét és egy bizonyos anti-antivírus szellemét, meglepő építészeti megoldásokat javasolva a rusztikáció és a rusztikus rend felhasználása alapján. Ez egy szinte kizárólag képekből készült, réz mátrixokból nyomtatott könyv, amely 50 monumentális portálprojektet tartalmaz, rövid feliratokkal és bevezetéssel olasz és francia nyelven.

### VII. könyv
I. Ferenc halála után, a régi és gazdasági helyzetben, a lyoni időszakban Serlio eladta kéziratát az antikvárius építész Jacopo Stradának, akinek posztumuumában Frankfurt am Mainban a palotákkal és villákkal foglalkozó VII. könyvet (1575) kiadta, vagyis „a férfiak minden szintjének szokásai”, egészen a várostervezésig. Számos építészeti megoldás mellett Serlio bemutatja a „francia jelmez” változatát is, amely elfogadja az építkezés hagyományainak elemeit, amellyel Franciaországban találkozott a különböző stílusok eklektikus együttélése során. A könyv két különböző, kézzel írott verziója létezik, amelyek a képekben az 1940-es évek óta bekövetkezett evolúciót szemléltetik a manierista „engedmények” elhagyásával. 

### VI. könyv
A lyoni időszakban két egymást követő változatban elkészített VI. könyv a polgári építészettel foglalkozik, például a VII. könyvvel, különös tekintettel a „minden fokú ember lakóhelyére”. Jacopo Strada halála után kiadatlan maradt évszázadokon át, bár azt gondolták, hogy volt egy bizonyos forgalmazása, mind Franciaországban, mind Olaszországban, például cremonai építészek között a tizenhatodik században Francesco és Giuseppe Dattaro.

### VIII. könyv
Serlio tanulmányt folytatott a Castramentatióról is, a Polybius jelzéseivel rekonstruálva a római katonai tábor szerkezetét. Az illusztrált és a nyomtatásra kész kéziratot Strada tévesen értelmezte, s nem tudta közzétenni a szerző újabb, a katonai építészetnek szentelt VIII. könyvében. A latin és olasz nyelvű kéziratot Münchenben őrzik

## Művei

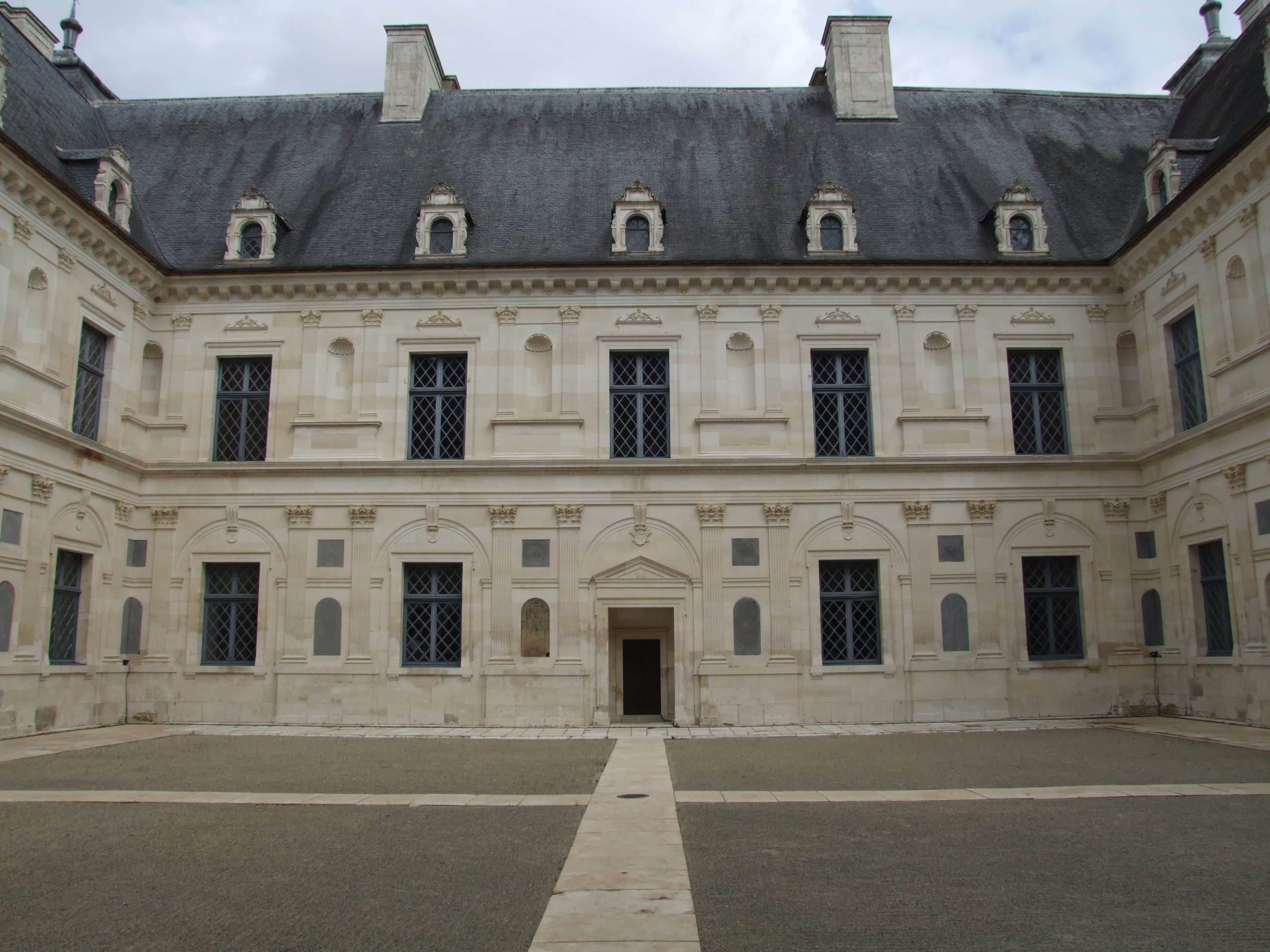
Az Ancy-le-Franc kastély belső udvara

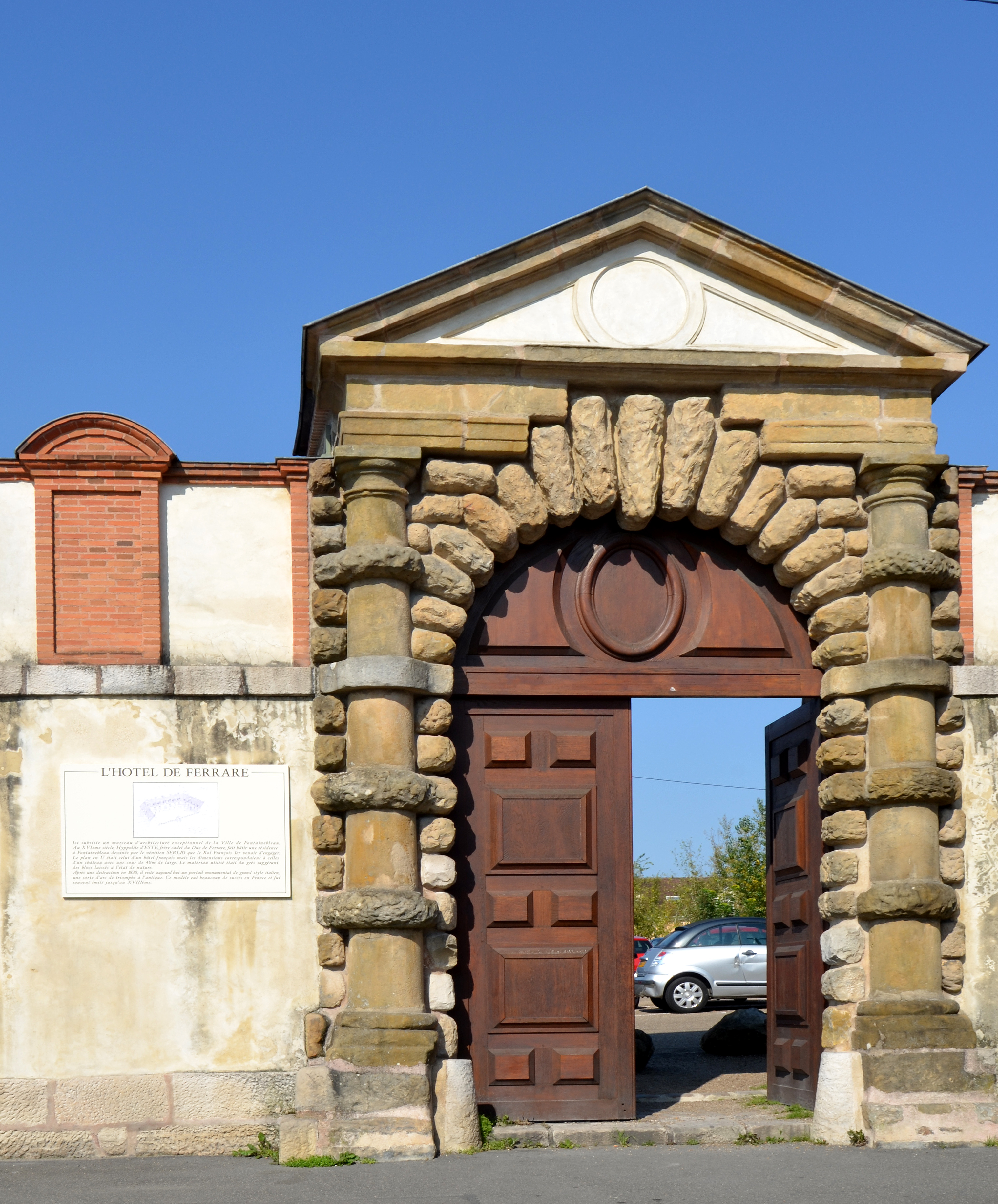
A fontainebleau-i „Grande Ferrare” épület túlélő portálja

Serlio elméleti munkájának fontossága, hogy példátlanul elterjedt, elhomályosította építészmérnöki munkáját. Különösen az volt, amelynek lehetősége volt gyakorolni Franciaországban, bár egy olyan szakmai és technikai környezetben, amely nem teljes mértékben részt vett a klasszicista építészeti nyelvben és tele volt nehézségekkel az olasz építész számára. A Franciaországban létrehozott alkotások korpuszának meghatározása a bizonyosságok és a hozzárendelések között továbbra is folyamatban van. 
A mű, amelyben képes volt, hogy megmutassák a készségek kialakítását, ami a szintézise két épület kultúrák volt (a vár Ancy-le-Francban, a Tonnerre építése kezdődött 1546-ban) a Burgundia a tenyésztett védőszentje Antoine de Clermont III, amelyben a francia tipológiai és konstruktív elemek léteznek párhuzamosan egy nagyon kulturált építészeti nyelvvel, amely az ókori és a modern római építészetre utal. A belső udvar például a Belvedere Bramantesque felső udvarának (Pigna-udvar) újraértelmezése ikerpilaszokkal, egymás után általában ritmikus gerendának . 
Egyéb építészeti munkák: 
- Munka a Château de Fontainebleau-ban. A Serliót, bizonytalanságok nélkül, a "Fehér ló udvarának" és a "Portico di Serlio" nevű nagy portálnak tulajdonítják.
- A Hôtel de Ferrare a Fontainebleau-ban (Grande Ferrare) (1544–1546, megsemmisült a portál kivételével), amely több mint egy évszázadig Franciaországban rögzítette az Hôtel részecske szabványos formáját.
- Palazzo dell'Avaro, Bologna
- Munka a Chaalis apátság kertjében
- Projekt a Château de Roussillon számára

## Serlio mint díszlettervező
Serlio hozzájárulását a színház történetéhez meg kell említeni mint a reneszánsz jelenet fejlődésének alapvető lépését. Már 1539-ben Vicenzában Serlio együttműködött egy ideiglenes, fából készült színház építésében az Intermezzi ábrázolására, allegorikus úszókkal, mór táncokkal, amelyeket a görög-római színház megoldásai ihletettek: a a legnagyobb, amit eddig elképzeltek. 
De mindenekelőtt a Perspectiva második könyvében, amely az „új” szcenográfiával kapcsolatos elméleteit szemlélteti, bemutatva a perspektíva és a háromdimenziós jelenetek használatát, egy ferde színpadon (ahol előtte más színészek, például saját Baldassare Peruzzi mester egyszerű festett hátteret használt, perspektívát nem, de kétdimenziós, legfeljebb néhány elem megkönnyebbülésén. Vitruvius elméleteinek a római színház három alaptípusának („tragikus”, „komikus” és „szatirikus”) elméleteire vonatkozó ábrázolása más színészek és építészek (például Daniele Barbaro, aki vitatta a naivistát) kritikája ellenére lesz. hogy a forgatókönyv nézőpontja nem esik egybe a nézőével) döntő referenciapont a következő évek színházi gyakorlatához, amelynek célja a klasszikus latinitás modelljeinek – mint az akkori művészeti kultúra többi részének – összeegyeztetése és a világ reális ábrázolásának új igényei. 

## Bibliográfia
- Pauwels Yves, L'architecture au temps de la Pléiade, Párizs, 2002
- Alberto Faliva, Sebastiano Serlio és az ókori rómaiak összetett rendje a Firenzében, a Engineers Bulletin kiadványban, 2006. december 12.
- Franco Perrelli, a szcenárió története, Róma, 2002

## Fordítás
- Ez a szócikk részben vagy egészben  a   Sebastiano Serlio című olasz Wikipédia-szócikk ezen változatának fordításán alapul.  Az eredeti cikk szerkesztőit annak laptörténete sorolja fel. Ez a jelzés csupán a megfogalmazás eredetét és a szerzői jogokat jelzi, nem szolgál a cikkben szereplő információk forrásmegjelöléseként.

## Egyéb projektek
- a Wikisource tartalmaz egy oldalt rola Sebastiano Serlio